# 玛丽雅达

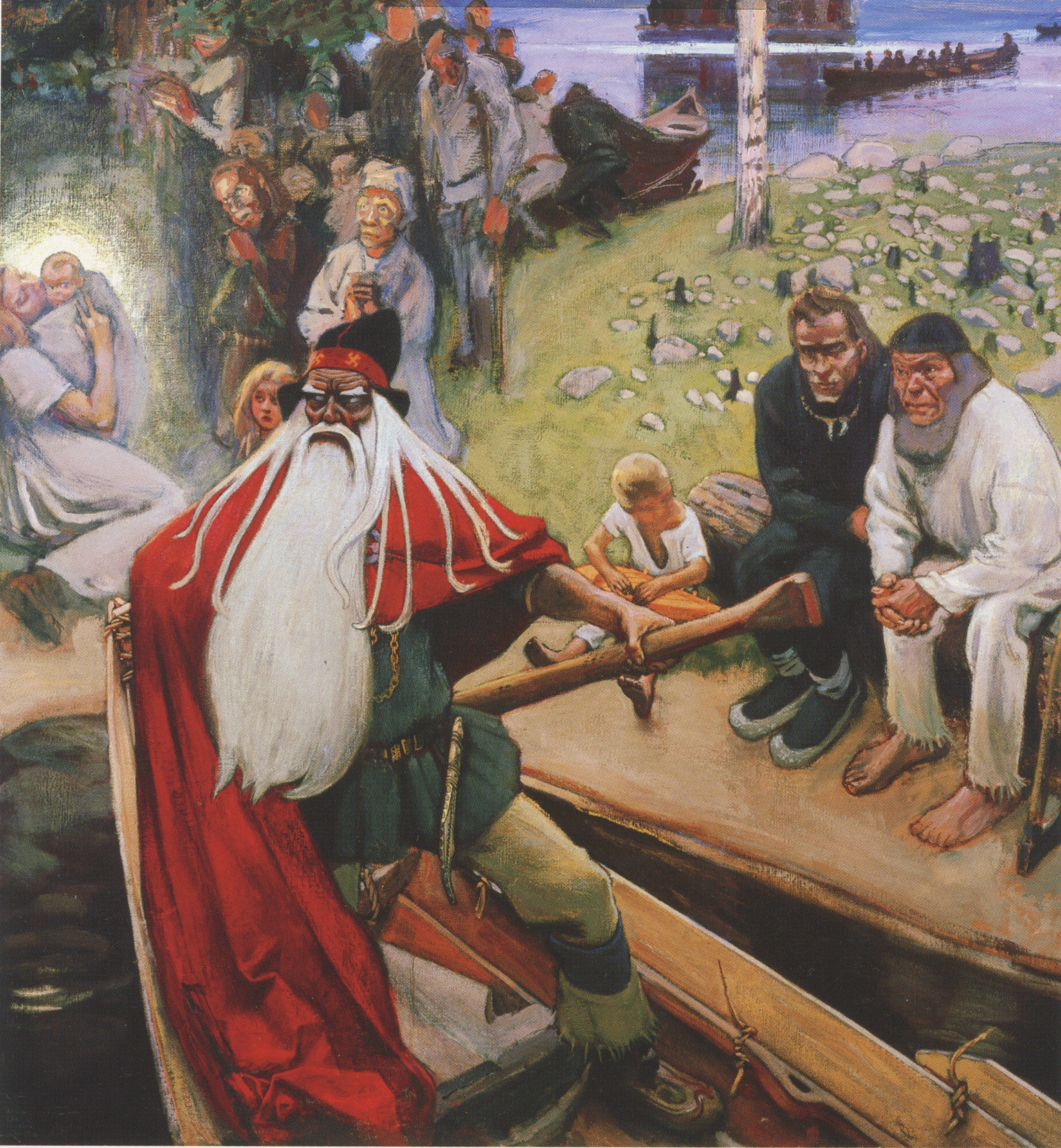
阿克塞利·加伦-卡勒拉: 万奈摩宁的离开；画中万奈摩宁发怒且脸色变黑，背景中耶稣圣婴闪烁光芒

玛丽雅达（芬蘭語：Marjatta）是芬兰民族史诗《卡勒瓦拉》及芬兰民歌中的人物。
在《卡勒瓦拉》中，玛丽雅达出现在最后一首诗篇中。诗篇中讲到玛丽雅达放牧时在山坡上发现了一颗越橘。她把越橘吃下后就怀孕了。在马厩里她生了一个男孩，但不久男孩却失踪了。后来在沼泽里找回了男孩。先知万奈摩宁审判要杀死没有父亲的男孩，但是男孩却起身开始说话并谴责万奈摩宁的审判。男孩接受洗礼为卡累利阿国王。万奈摩宁被迫离开。